# 西佛羅里達大學

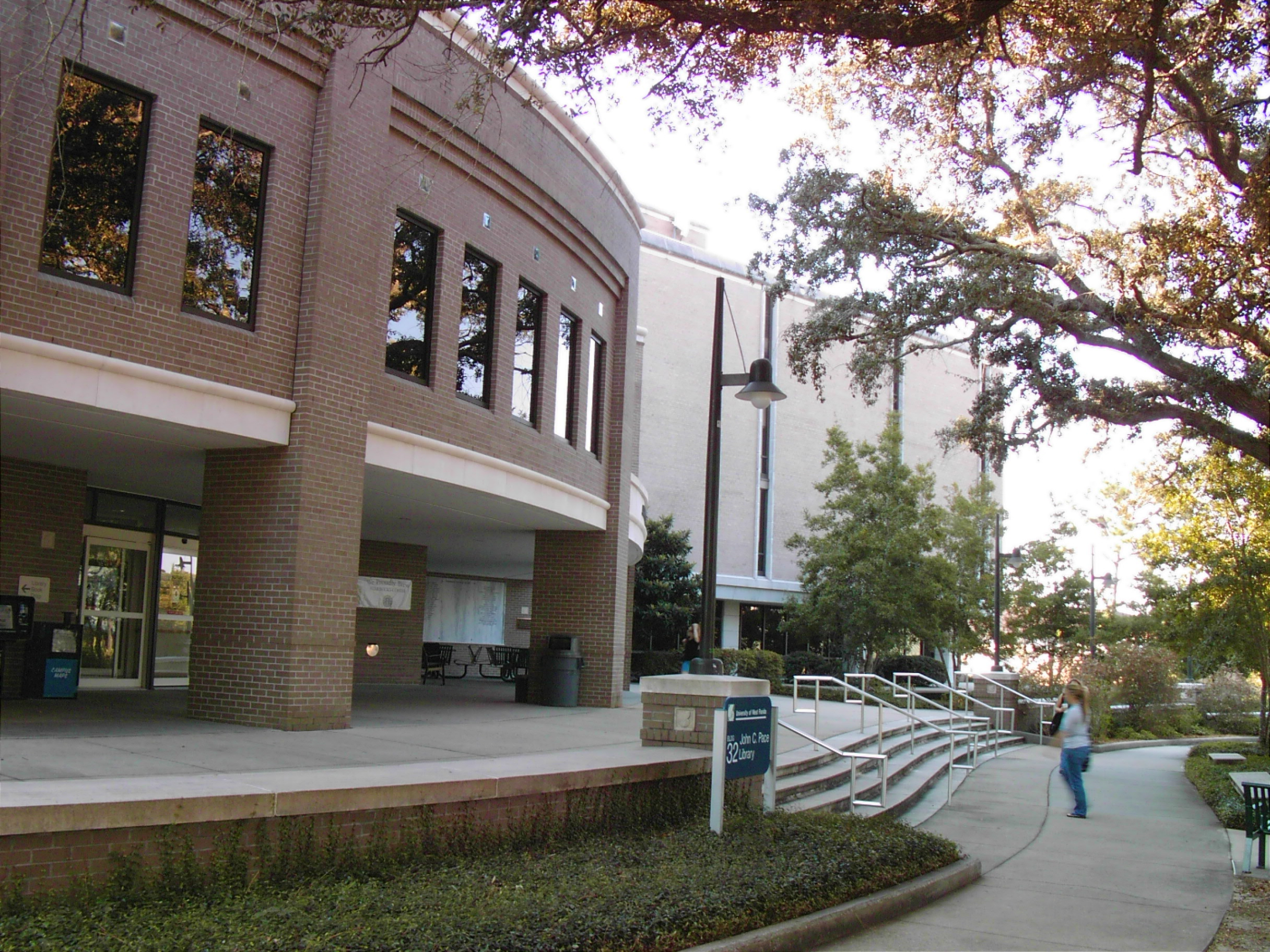
大學約翰·C·佩斯（John C. Pace）圖書館

西佛羅里達大學（英語：University of West Florida，簡稱West Florida或UWF）是一所位於美国佛罗里达州彭萨科拉的公立大學，隸屬佛羅里達州立大學系統，校區位于距離市中心以北16（9.9英里）的埃斯坎比亚河河畔，面積為系統内第三大。該大學創始于1963年，2017年《美國新聞與世界報道》未給予其整體排名資格。

## 外部連接
- 官方网站
- West Florida Athletics website（页面存档备份，存于）

30°32′58″N 87°13′05″W / 30.549493°N 87.21812°W